# Selbjørnsfjord
Der Selbjørnsfjord (norwegisch: Selbjørnsfjorden) ist ein Fjord im südwestlichen Teil der norwegischen Provinz Vestland. Er erhält seinen Namen von der zur Gemeinde Austevoll gehörenden Insel Selbjørn. 

## Name
Der Name Selbjørn stammt vom altnordischen Salbjǫrn (deutsch in etwa Sattelbär), einer frühen Umschreibung des Wortes Hunt (deutsch: Beute). Da dieses dem Wort hund (deutsch: Hund) ähnelte, das nach dem Aberglauben der Seeleute an Bord eines Schiffes nicht verwendet werden durfte, begann man, die Umschreibung zu nutzen.

## Lage
Der Selbjørnsfjord erstreckt sich vom Leuchtturm Slåtterøy fyr auf der Insel Slåtterøy in östlicher Richtung und endet nach etwa 20 Kilometern im Langenuren vor der Insel Tysnesøya. Er bildet die Grenze zwischen den Inselgemeinden Austevoll auf seiner Nordseite und Bømlo und Fitjar auf seiner Südseite.
Eine etwa 20-minütige Fährverbindung verknüpft die Orte Husavik in Austevoll mit Sandvikvåg auf Fitjar am innersten Ende des Fjordes.